# Leucanopsis rosetta
Leucanopsis rosetta är en fjärilsart som beskrevs av William Schaus 1896. Leucanopsis rosetta ingår i släktet Leucanopsis och familjen björnspinnare. Inga underarter finns listade i Catalogue of Life.